# 查爾斯·基泰爾
查爾斯·基泰爾（英語：Charles Kittel，1916年7月18日—2019年5月15日），美國物理學家，曾任加州大學柏克萊分校教授，生前為該校榮譽退休教授。

## 生平
基泰爾於英國劍橋大學獲得文學士學位，之後於1941年在威斯康辛大学麦迪逊分校獲得博士學位。第二次世界大戰期間在美國海軍潛艇作戰研究小組服務。戰後於1945到1947年間在麻省理工學院任教。1947年至1951年在新澤西州貝爾實驗室研究鐵磁性。
1951到1958年基泰爾在加州大學柏克萊分校任職，教授理論固體物理學（凝聚态物理学的分支）。他曾在1945、1956和1963年三次獲得古根海姆学者榮譽，包含詹姆士·查爾斯·菲利普斯等著名科學家都曾是受過基泰爾指導的博士後研究員。
基泰爾所著的的固體物理教材《固態物理學導論》（Introduction to Solid State Physics，最新版為第八版），以及和赫伯特·克勒默合著的《Thermal Physics》是世界各地物理系學生的經典教材。

## 獎項
- 1957年 Buckley Prize for Solid State Physics[3]
- 1970年 Berkeley Distinguished Teacher Award
- 1972年美國物理教師協會奧斯特獎章[4]

## 著作
- Introduction to Solid State Physics, 1st ed. 1953 - 8th ed. 2005, ISBN 0-471-41526-X
- Quantum Theory of Solids, 1963, ISBN 0-471-49025-3 and (with C. Y. Fong) 1987, ISBN 0-471-62412-8
- Thermal Physics, 2nd ed. 1980, ISBN 0-7167-1088-9, and (with H. Kroemer) 1980.
- Berkeley Physics Course. Mechanics. Vol. 1, with Walter Knight and Malvin A. Ruderman

## 外部連結
- Freeman Dyson on work at Berkeley with Charles Kittel
- Charles Kittel (Array of Contemporary American Physicists)